# لیگ قهرمانان اروپا ۱۶–۲۰۱۵
لیگ قهرمانان اروپا ۱۶–۲۰۱۵ شصت‌ویکمین دوره از مسابقات فوتبال باشگاه‌های برتر اروپا و بیست و چهارمین دوره لیگ قهرمانان اروپا بود.
دیدار نهایی در ورزشگاه سن سیرو، در شهر میلان ایتالیا بین تیم‌های رئال مادرید و اتلتیکو مادرید برگزار شد که در نهایت رئال مادرید موفق شد در ضربات پنالتی اتلتیکو مادرید را شکست دهد و برای یازدهمین بار قهرمان این رقابت‌ها شود.
برای این دوره از رقابت‌های لیگ قهرمانان اروپا، فدراسیون فوتبال هر کشور بر حسب عملکردش در فصول میان فصل‌های ۱۰–۲۰۰۹ تا ۱۴–۲۰۱۳ از یوفا امتیازی دریافت کرده‌است. از ۵۳ لیگ کشورهای عضو یوفا، ۷۸ تیم در این رقابت‌ها حاضر شدند که سهمیه و تعداد تیم‌های حاضر از هر کشور به شرح زیر است:
| رتبه | فدارسیون | امتیاز | تیم‌ها | توضیحات   |
| ---- | -------- | ------ | ----- | --------- |
| ۱    | اسپانیا  | ۹۷٫۷۱۳ | ۴     | ۱+ (ل.ا.) |
| ۲    | انگلستان | ۸۴٫۷۴۸ | ۴     |           |
| ۳    | آلمان    | ۸۱٫۶۴۱ | ۴     |           |
| ۴    | ایتالیا  | ۶۶٫۹۳۸ | ۳     |           |
| ۵    | پرتغال   | ۶۲٫۲۹۹ | ۳     |           |
| ۶    | فرانسه   | ۵۶٫۵۰۰ | ۳     |           |
| ۷    | روسیه    | ۴۶٫۹۹۸ | ۲     |           |
| ۸    | هلند     | ۴۴٫۳۱۲ | ۲     |           |
| ۹    | اوکراین  | ۴۰٫۹۶۶ | ۲     |           |
| ۱۰   | بلژیک    | ۳۶٫۳۰۰ | ۲     |           |
| ۱۱   | ترکیه    | ۳۴٫۲۰۰ | ۲     |           |
| ۱۲   | یونان    | ۳۳٫۶۰۰ | ۲     |           |
| ۱۳   | سوئیس    | ۳۳٫۲۲۵ | ۲     |           |
| ۱۴   | اتریش    | ۳۰٫۹۲۵ | ۲     |           |
| ۱۵   | چک       | ۲۹٫۳۵۰ | ۲     |           |
| ۱۶   | رومانی   | ۲۷٫۲۵۷ | ۱     |           |
| ۱۷   | اسرائیل  | ۲۶٫۸۷۵ | ۱     |           |
| ۱۸   | قبرس     | ۲۳٫۲۵۰ | ۱     |           |

| رتبه | فدارسیون        | امتیاز | تیم‌ها | توضیحات |
| ---- | --------------- | ------ | ----- | ------- |
| ۱۹   | دانمارک         | ۲۱٫۳۰۰ | ۱     |         |
| ۲۰   | کرواسی          | ۱۹٫۶۲۵ | ۱     |         |
| ۲۱   | لهستان          | ۱۸٫۸۷۵ | ۱     |         |
| ۲۲   | بلاروس          | ۱۸٫۶۲۵ | ۱     |         |
| ۲۳   | اسکاتلند        | ۱۶٫۵۶۶ | ۱     |         |
| ۲۴   | سوئد            | ۱۶٫۳۲۵ | ۱     |         |
| ۲۵   | بلغارستان       | ۱۵٫۶۲۵ | ۱     |         |
| ۲۶   | نروژ            | ۱۴٫۲۷۵ | ۱     |         |
| ۲۷   | صربستان         | ۱۴٫۱۲۵ | ۱     |         |
| ۲۸   | مجارستان        | ۱۱٫۶۲۵ | ۱     |         |
| ۲۹   | اسلوونی         | ۱۱٫۰۰۰ | ۱     |         |
| ۳۰   | اسلواکی         | ۱۱٫۰۰۰ | ۱     |         |
| ۳۱   | مولداوی         | ۱۰٫۳۷۵ | ۱     |         |
| ۳۲   | آذربایجان       | ۱۰٫۳۷۵ | ۱     |         |
| ۳۳   | گرجستان         | ۹٫۸۷۵  | ۱     |         |
| ۳۴   | قزاقستان        | ۸٫۲۵۰  | ۱     |         |
| ۳۵   | بوسنی و هرزگوین | ۷٫۵۰۰  | ۱     |         |
| ۳۶   | فنلاند          | ۷٫۱۷۵  | ۱     |         |

| رتبه | فدارسیون     | امتیاز | تیم‌ها | توضیحات |
| ---- | ------------ | ------ | ----- | ------- |
| ۳۷   | ایسلند       | ۶٫۷۵۰  | ۱     |         |
| ۳۸   | لتونی        | ۶٫۲۵۰  | ۱     |         |
| ۳۹   | مونته‌نگرو    | ۶٫۰۰۰  | ۱     |         |
| ۴۰   | آلبانی       | ۵٫۵۰۰  | ۱     |         |
| ۴۱   | لیتوانی      | ۵٫۲۵۰  | ۱     |         |
| ۴۲   | مقدونیه      | ۵٫۲۵۰  | ۱     |         |
| ۴۳   | ایرلند       | ۵٫۱۲۵  | ۱     |         |
| ۴۴   | لوکزامبورگ   | ۴٫۸۷۵  | ۱     |         |
| ۴۵   | مالت         | ۴٫۸۳۳  | ۱     |         |
| ۴۶   | لیختن اشتاین | ۴٫۵۰۰  | ۰     |         |
| ۴۷   | ایرلند شمالی | ۳٫۶۲۵  | ۱     |         |
| ۴۸   | ولز          | ۳٫۰۰۰  | ۱     |         |
| ۴۹   | ارمنستان     | ۲٫۸۷۵  | ۱     |         |
| ۵۰   | استونی       | ۲٫۸۷۵  | ۱     |         |
| ۵۱   | جزایر فارو   | ۲٫۱۲۵  | ۱     |         |
| ۵۲   | سن مارینو    | ۰٫۹۹۹  | ۱     |         |
| ۵۳   | آندورا       | ۰٫۸۳۳  | ۱     |         |
| ۵۴   | جبل‌الطارق    | ۰٫۰۰۰  | ۱     |         |

این مرحله سه دور دارد. تیم‌هایی که از لیگ‌هایی با رده‌های پایین‌تر می‌آیند به مرحلهٔ مقدماتی راه پیدا می‌کنند؛ به این ترتیب که هر چه تیم از لیگ پایین‌تری به این مسابقات راه پیدا بکند به دورهای اولیه تری از این مرحله وارد می‌شود، تا کار سخت تری را برای راه یابی به مرحلهٔ گروهی داشته باشد.
در این مرحله تیم ۱ در بازی دور رفت و تیم ۲ در بازی دور برگشت میزبان هستند.

### دور نخست مقدماتی
قرعه کشی این دور و دور دوم مقدماتی در اول تیر ماه ۱۳۹۴ صورت گرفت. دور رفت این مرحله در ۹ تیر ۱۳۹۴ و دور برگشت ۱۶ تیر ۱۳۹۴ برگزار شد. ۸ تیم به این دور از مرحلهٔ مقدماتی راه می‌یابند.
| تیم۱            | نتیجه       | تیم۲         | دور رفت | دور برگشت |
| --------------- | ----------- | ------------ | ------- | --------- |
| لینکون رد ایمپس | ۲–۱         | سانتا کلما   | ۰–۰     | ۲–۱       |
| کروسادرس        | ۱–۱(گ.ز. ح) | لوادیا تالین | ۰–۰     | ۱–۱       |
| پیونیک          | ۴–۲         | فولگوره      | ۲–۱     | ۲–۱       |
| ترش آون         | ۲–۶         | نیو سنتس     | ۱–۲     | ۱–۴       |

گ.ز. ح: قانون گل زده بیشتر در خانهٔ حریف

### دور دوم مقدماتی
دور رفت بازی‌های این مرحله در ۲۳ و ۲۴ تیر ۱۳۹۴ و دور برگشت آن‌ها در ۳۰ و ۳۱ تیر ۱۳۹۴ برگزار شد. ۳۰ تیم که به‌طور مستقیم به این مرحله راه یافته‌اند با ۴ تیم راه یافته از دور قبل ۳۴ تیم حاضر در این دور را تشکیل می‌دهند.
| تیم۱              | نتیجه       | تیم۲             | دور رفت | دور برگشت |
| ----------------- | ----------- | ---------------- | ------- | --------- |
| هیبر نیانس        | ۳–۶         | مکابی تل آویو    | ۲–۱     | ۱–۵       |
| آپوئل             | ۱–۱(گ.ز. ح) | واردار           | ۰–۰     | ۱–۱       |
| قره باغ           | ۱–۰         | رودار پلیفلیا    | ۰–۰     | ۱–۰       |
| سارایوو           | ۰–۳         | لخ پوزنان        | ۰–۲     | ۰–۱       |
| ماریبور           | ۲–۳         | آستانه           | ۱–۰     | ۱–۳       |
| باته بوریسف       | ۲–۱         | داندالک          | ۲–۱     | ۰–۰       |
| ونتسپیلس          | ۱–۴         | هلسینکی          | ۱–۳     | ۰–۱       |
| میتیلاند          | ۳–۰         | لینکون رد ایمپس  | ۱–۰     | ۲–۰       |
| مولده             | ۵–۱         | پیونیک           | ۵–۰     | ۰–۱       |
| مالمو             | ۱–۰         | زالگیریس ویلنیوس | ۰–۰     | ۱–۰       |
| سلتیک             | ۶–۱         | ستیارنان         | ۲–۰     | ۴–۱       |
| ترنسین            | ۳–۴         | استوا بخارست     | ۰–۲     | ۳–۲       |
| پارتیزان          | ۳–۰         | دیلا گوری        | ۱–۰     | ۲–۰       |
| لودوگورتس رازگراد | ۱–۳         | میلسامی اورهای   | ۰–۱     | ۱–۲       |
| دینامو زاگرب      | ۴–۱         | فولا اش          | ۱–۱     | ۳–۰       |
| اسکندربو کورچه    | ۶–۴         | کروسادرس         | ۴–۱     | ۲–۳       |
| نیو سنتس          | ۱–۲         | ویدئوتن          | ۰–۱     | ۱–۱(و. ا) |

گ.ز. ح: قانون گل زده بیشتر در خانهٔ حریف، و. ا: در وقت اضافه

### دور سوم مقدماتی
این دور از مرحلهٔ مقدماتی در دو قسمت انجام می‌شود: مسیر قهرمانان (برای قهرمانان لیگ‌ها) و مسیر لیگ (برای بقیه). بازندگان هر دو قسمت جواز حضور در مرحلهٔ انتخابی لیگ اروپا را کسب می‌کنند. در مجموع ۳۰ تیم در این مرحله حضور دارند.
به مسیر قهرمانان سه تیم به‌طور مستقیم راه می‌یابند و ۱۷ تیم برنده نیز از دور دوم مرحلهٔ مقدماتی به آن‌ها می‌پیوندند تا ۲۰ تیم حاضر در این قسمت را تشکیل دهند.
به مسیر لیگ هم ۱۰ تیم به‌طور مستقیم راه می‌یابند که ۱۰ تیم حاضر در این مرحله را تشکیل می‌دهند.
قرعه کشی دور سوم مرحلهٔ مقدماتی ۲۶ تیر ۱۳۹۴ انجام شد و دور رفت این رقابت‌ها ۶ و ۷ مرداد ۱۳۹۴ و دور برگشت آن‌ها ۱۳ و ۱۴ مرداد ۱۳۹۴ برگزار شد.
مسیر قهرمانان:
| تیم ۱           | نتیجه       | تیم۲           | دور رفت | دور برگشت |
| --------------- | ----------- | -------------- | ------- | --------- |
| لخ پوزنان       | ۱–۴         | بازل           | ۱–۳     | ۰–۱       |
| میلسامی اورهای  | ۰–۴         | اسکندربو کورچه | ۰–۲     | ۰–۲       |
| هلسینکی         | ۳–۴         | آستانه         | ۰–۰     | ۳–۴       |
| سلتیک           | ۱–۰         | قره باغ        | ۱–۰     | ۰–۰       |
| استوا بخارست    | ۳–۵         | پارتیزان       | ۱–۱     | ۲–۴       |
| میتیلاند        | ۲–۲(گ.ز. ح) | آپوئل          | ۱–۲     | ۱–۰       |
| مکابی تل آویو   | ۳–۲         | ویکتوریا پلزن  | ۱–۲     | ۲–۰       |
| دینامو زاگرب    | ۴–۴(گ.ز. ح) | مولده          | ۱–۱     | ۳–۳       |
| ویدئوتن         | ۱–۲         | باته بوریسف    | ۱–۱     | ۰–۱       |
| رد بول سالزبورگ | ۲–۳         | مالمو          | ۲–۰     | ۰–۳       |

مسیر لیگ:
| تیم۱         | نتیجه | تیم۲          | دور رفت | دور برگشت |
| ------------ | ----- | ------------- | ------- | --------- |
| پاناتینایکوس | ۲–۴   | کلوب بروژ     | ۲–۱     | ۰–۳       |
| یانگ بویز    | ۱–۷   | موناکو        | ۱–۳     | ۰–۴       |
| زسکا مسکو    | ۵–۴   | اسپارتا پراگ  | ۲–۲     | ۳–۲       |
| رپید وین     | ۵–۴   | آژاکس         | ۲–۲     | ۳–۲       |
| فنرباغچه     | ۰–۳   | شاختار دونتسک | ۰–۰     | ۰–۳       |

گ.ز. ح: قانون گل زده بیشتر در خانهٔ حریف
دور انتخابی نیز دو قسمت دارد: مسیر قهرمانان و مسیر لیگ. بازندگان هر دو قسمت جواز حضور در مرحلهٔ گروهی لیگ اروپا را کسب می‌کنند. در مجموع ۲۰ تیم در این مرحله حضور دارند.
در مسیر قهرمانان، ۱۰ تیم برنده در مسیر قهرمانان دور سوم مرحلهٔ مقدماتی، ۱۰ تیم حاضر در این قسمت را تشکیل می‌دهند.
در مسیر لیگ هم ۵ تیم برنده در مسیر لیگ دور سوم مرحلهٔ مقدماتی، به ۵ تیمی که به‌طور مستقیم به این مرحله راه یافته‌اند می‌پیوندند و ۱۰ تیم حاضر در این مرحله را تشکیل می‌دهند.
قرعه کشی این مرحله ۱۶ مرداد ۱۳۹۴ انجام شد و دور رفت این مسابقات ۲۷ و ۲۸ مرداد ۱۳۹۴ و دور برگشت آن‌ها در ۳ و ۴ شهریور ۱۳۹۴ برگزار شد.
در این مرحله تیم ۱ در بازی دور رفت و تیم ۲ در بازی دور برگشت میزبان هستند.
مسیر قهرمانان:
| تیم۱           | نتیجه       | تیم۲          | دور رفت | دور برگشت |
| -------------- | ----------- | ------------- | ------- | --------- |
| آستانه         | ۲–۱         | آپوئل         | ۱–۰     | ۱–۱       |
| اسکندربو کورچه | ۲–۶         | دینامو زاگرب  | ۱–۲     | ۱–۴       |
| سلتیک          | ۳–۴         | مالمو         | ۳–۲     | ۰–۲       |
| بازل           | ۳–۳(گ.ز. ح) | مکابی تل آویو | ۲–۲     | ۱–۱       |
| باته بوریسف    | ۲–۲(گ.ز. ح) | پارتیزان      | ۱–۰     | ۱–۲       |

مسیر لیگ:
| تیم۱             | نتیجه | تیم۲          | دور رفت | دور برگشت |
| ---------------- | ----- | ------------- | ------- | --------- |
| لاتزیو           | ۱–۳   | بایر لورکوزن  | ۱–۰     | ۰–۳       |
| منچستر یونایتد   | ۷–۱   | کلوب بروژ     | ۳–۱     | ۴–۰       |
| اسپورتینگ لیسبون | ۳–۴   | زسکا مسکو     | ۲–۱     | ۱–۳       |
| رپید وین         | ۲–۳   | شاختار دونتسک | ۰–۱     | ۲–۲       |
| والنسیا          | ۴–۳   | موناکو        | ۳–۱     | ۱–۲       |

گ.ز. ح: قانون گل زده بیشتر در خانهٔ حریف

## مرحلهٔ گروهی
مرحلهٔ گروهی اولین مرحله از مراحل اصلی رقابت‌های این لیگ است که در قالب هشت گروه چهار تیمی برگزار می‌شود. هفت تیمی که در هفت لیگ برتر اروپا قهرمان شده‌اند به همراه قهرمان دورهٔ قبل این رقابت‌ها در سید A و سایر تیم‌ها به همراه قهرمان لیگ اروپای دورهٔ قبل بر حسب امتیازی که یوفا به آن‌ها می‌دهد در سیدهای B یا C یا D قرار می‌گیرند. در این دوره چون باشگاه فوتبال بارسلونا علاوه بر قهرمانی در لالیگا قهرمان دورهٔ قبل لیگ قهرمانان اروپا شده‌است، قهرمان لیگ هشتم اروپا هم در سید A قرار می‌گیرد. قرعه کشی این مرحله در موناکو در تاریخ ۵ شهریور ۱۳۹۴ انجام شد. ۱۰ تیم راه یافته از مرحلهٔ انتخابی به ۲۲ تیمی که به‌طور مستقیم به این مرحله راه یافته‌اند، می‌پیوندند تا ۳۲ تیم حاضر در این مرحله مشخص شوند. تیم‌های اول و دوم هر گروه به مرحلهٔ یک هشتم نهایی این رقابت‌ها و تیم سوم هر گروه به مرحلهٔ یک شانزدهم نهایی لیگ اروپا راه می‌یابند.
مسابقات به صورت رفت و برگشت انجام می‌شوند که سه مسابقهٔ دور رفت در تاریخ ۲۴ و ۲۵ شهریور ۱۳۹۴(هفتهٔ اول)، ۷ و ۸ مهر ۱۳۹۴(هفتهٔ دوم) و ۲۸ و ۲۹ مهر ۱۳۹۴(هفتهٔ سوم) و سه مسابقهٔ دور برگشت در تاریخ ۱۲ و ۱۳ آبان ۱۳۹۴(هفتهٔ چهارم)، ۳ و ۴ آذر ۱۳۹۴(هفتهٔ پنجم) و ۱۷ و ۱۸ آذر ۱۳۹۴(هفتهٔ ششم) برگزار شدند.
لیست زیر نام باشگاه‌هایی که به‌طور مستقیم به این مرحله از رقابت‌ها راه یافته‌اند به ترتیب امتیاز کشور و رتبهٔ آن تیم‌ها در لیگ کشورشان در فصل گذشته (داخل پرانتز) را، نشان می‌دهد.
باشگاه‌های راه یافته از لیگ کشورهایی که ۳ باشگاه را مستقیم صعود می‌دهند:
 اسپانیا: بارسلونا (اول، در سیدA)، رئال مادرید (دوم، در سیدB)، اتلتیکو مادرید (سوم، در سیدB) + سویا (قهرمانی در لیگ اروپا ۱۵–۲۰۱۴، در سیدC)
 انگلستان: چلسی (اول، در سیدA)، منچستر سیتی (دوم، در سیدB)، آرسنال (سوم، در سیدB)
 آلمان: بایرن مونیخ (اول، در سیدA)، وولفسبورگ (دوم، در سیدD)، بروسیا مونشن‌گلادباخ (سوم، در سیدD)
باشگاه‌های راه یافته از لیگ کشورهایی که ۲ باشگاه را مستقیم صعود می‌دهند:
 ایتالیا: یوونتوس (اول، در سیدA)، آ. اس. رم (دوم، در سیدC)
 پرتغال: بنفیکا (اول، در سیدA)، پورتو (دوم، در سیدB)
 فرانسه: پاریس سن ژرمن (اول، در سیدA)، لیون (دوم، در سیدC)
باشگاه‌های راه یافته از لیگ کشورهایی که ۱ باشگاه را مستقیم صعود می‌دهند:
 روسیه: زنیت سن پترزبورگ (اول، در سیدA)
 هلند: آیندهوون (اول، در سیدA)
 اوکراین: دینامو کیف (اول، در سیدC)
 بلژیک: خنت (اول، در سیدD)
 ترکیه: گالاتاسرای (اول، در سیدC)
 یونان: المپیاکوس (اول، در سیدC)
لیست زیر هم نام باشگاه‌هایی که از مرحلهٔ انتخابی به مرحلهٔ گروهی راه یافته‌اند به همراه سیدبندی آن‌ها (در کمانک) را نشان می‌دهد:
مسیر قهرمانان: دینامو زاگرب (در سید۴)، مالمو (در سید۴)، مکابی تل آویو (در سید۴)، آستانه (در سید۴)، باته بوریسف (در سید۴).
مسیر لیگ: شاختار دونتسک (در سید۳)، والنسیا (در سید۲)، بایر لورکوزن (در سید۲)، منچستر یونایتد (در سید۲)، زسکا مسکو (در سید۳).
همچنین تیم جوانان تیم‌های حاضر در این مرحله از لیگ قهرمانان اروپا، در مرحلهٔ گروهی لیگ جوانان اروپا شرکت می‌کنند.

## گروه‌بندی
| رتبه | سهمیه                                        |
| ---- | -------------------------------------------- |
| ۱    | راه یابی به مرحلهٔ یک هشتم نهایی رقابت‌ها      |
| ۲    | راه یابی به مرحلهٔ یک هشتم نهایی رقابت‌ها      |
| ۳    | راه یابی به مرحلهٔ یک شانزدهم نهایی لیگ اروپا |
| ۴    | کنار رفتن از دور رقابت‌ها                     |

### گروه A
| تیم          | بازی | برد | مساوی | باخت | گل‌زده | گل‌خورده | تفاضل | امتیاز |
| ------------ | ---- | --- | ----- | ---- | ----- | ------- | ----- | ------ |
| رئال مادرید  | ۶    | ۵   | ۱     | ۰    | ۱۹    | ۳       | ۱۶+   | ۱۶     |
| پاری سن ژرمن | ۶    | ۴   | ۱     | ۱    | ۱۲    | ۱       | ۱۱+   | ۱۳     |
| شاختار       | ۶    | ۱   | ۰     | ۵    | ۷     | ۱۴      | ۷-    | ۳      |
| مالمو        | ۶    | ۱   | ۰     | ۵    | ۱     | ۲۱      | ۲۰-   | ۳      |

- شاختار دونتسک به دلیل شرایط جنگی در شرق اوکراین، بازی‌های خانگی خود را در شهر لووف، در ورزشگاه لووف انجام داد.

| میزبان      | نتیجه | میهمان      | تاریخ برگزاری  |
| شب نخست     |       |             |                |
| ----------- | ----- | ----------- | -------------- |
| پاری‌سن‌ژرمن  | ۲–۰   | مالمو       | ۲۴ شهریور ۱۳۹۴ |
| رئال مادرید | ۴–۰   | شاختار      | ۲۴ شهریور ۱۳۹۴ |
| شب دوم      |       |             |                |
| شاختار      | ۰–۳   | پاری‌سن‌ژرمن  | ۸ مهر ۱۳۹۴     |
| مالمو       | ۰–۲   | رئال مادرید | ۸ مهر ۱۳۹۴     |
| شب سوم      |       |             |                |
| مالمو       | ۱–۰   | شاختار      | ۲۹ مهر ۱۳۹۴    |
| پاری‌سن‌ژرمن  | ۰–۰   | رئال مادرید | ۲۹ مهر ۱۳۹۴    |
| شب چهارم    |       |             |                |
| شاختار      | ۴–۰   | مالمو       | ۱۲ آبان ۱۳۹۴   |
| رئال مادرید | ۱–۰   | پاری‌سن‌ژرمن  | ۱۲ آبان ۱۳۹۴   |
| شب پنجم     |       |             |                |
| مالمو       | ۰–۵   | پاری‌سن‌ژرمن  | ۴ آذر ۱۳۹۴     |
| شاختار      | ۳–۴   | رئال مادرید | ۴ آذر ۱۳۹۴     |
| شب ششم      |       |             |                |
| پاری‌سن‌ژرمن  | ۲–۰   | شاختار      | ۱۷ آذر ۱۳۹۴    |
| رئال مادرید | ۸–۰   | مالمو       | ۱۷ آذر ۱۳۹۴    |

### گروه B
| تیم            | بازی | برد | مساوی | باخت | گل‌زده | گل‌خورده | تفاضل | امتیاز |
| -------------- | ---- | --- | ----- | ---- | ----- | ------- | ----- | ------ |
| وولفسبورگ      | ۶    | ۴   | ۰     | ۲    | ۹     | ۶       | ۳+    | ۱۲     |
| پی‌اس‌وی         | ۶    | ۳   | ۱     | ۲    | ۸     | ۷       | ۱+    | ۱۰     |
| منچستر یونایتد | ۶    | ۲   | ۲     | ۲    | ۷     | ۷       | ۰     | ۸      |
| زسکا مسکو      | ۶    | ۱   | ۱     | ۴    | ۵     | ۹       | ۴-    | ۴      |

| میزبان         | نتیجه | میهمان         | تاریخ برگزاری  |
| شب نخست        |       |                |                |
| -------------- | ----- | -------------- | -------------- |
| وولفسبورگ      | ۱–۰   | زسکا مسکو      | ۲۴ شهریور ۱۳۹۴ |
| پی‌اس‌وی         | ۲–۱   | منچستر یونایتد | ۲۴ شهریور ۱۳۹۴ |
| شب دوم         |       |                |                |
| منچستر یونایتد | ۲–۱   | وولفسبورگ      | ۸ مهر ۱۳۹۴     |
| زسکا مسکو      | ۳–۲   | پی‌اس‌وی         | ۸ مهر ۱۳۹۴     |
| شب سوم         |       |                |                |
| زسکا مسکو      | ۱–۱   | منچستر یونایتد | ۲۹ مهر ۱۳۹۴    |
| وولفسبورگ      | ۲–۰   | پی‌اس‌وی         | ۲۹ مهر ۱۳۹۴    |
| شب چهارم       |       |                |                |
| منچستر یونایتد | ۱–۰   | زسکا مسکو      | ۱۲ آبان ۱۳۹۴   |
| پی‌اس‌وی         | ۲–۰   | وولفسبورگ      | ۱۲ آبان ۱۳۹۴   |
| شب پنجم        |       |                |                |
| زسکا مسکو      | ۰–۲   | وولفسبورگ      | ۴ آذر ۱۳۹۴     |
| منچستر یونایتد | ۰–۰   | پی‌اس‌وی         | ۴ آذر ۱۳۹۴     |
| شب ششم         |       |                |                |
| وولفسبورگ      | ۳–۲   | منچستر یونایتد | ۱۷ آذر ۱۳۹۴    |
| پی‌اس‌وی         | ۲–۱   | زسکا مسکو      | ۱۷ آذر ۱۳۹۴    |

### گروه C
| تیم            | بازی | برد | مساوی | باخت | گل‌زده | گل‌خورده | تفاضل | امتیاز |
| -------------- | ---- | --- | ----- | ---- | ----- | ------- | ----- | ------ |
| اتلتیکو مادرید | ۶    | ۴   | ۱     | ۱    | ۱۱    | ۳       | ۸+    | ۱۳     |
| بنفیکا         | ۶    | ۳   | ۱     | ۲    | ۱۰    | ۸       | ۲+    | ۱۰     |
| گالاتاسرای     | ۶    | ۱   | ۲     | ۳    | ۶     | ۱۰      | ۴-    | ۵      |
| آستانه         | ۶    | ۰   | ۴     | ۲    | ۵     | ۱۱      | ۶-    | ۴      |

| میزبان         | نتیجه | میهمان         | تاریخ برگزاری  |
| شب نخست        |       |                |                |
| -------------- | ----- | -------------- | -------------- |
| گالاتاسرای     | ۰–۲   | اتلتیکو مادرید | ۲۴ شهریور ۱۳۹۴ |
| بنفیکا         | ۲–۰   | آستانه         | ۲۴ شهریور ۱۳۹۴ |
| شب دوم         |       |                |                |
| آستانه         | ۲–۲   | گالاتاسرای     | ۸ مهر ۱۳۹۴     |
| اتلتیکو مادرید | ۱–۲   | بنفیکا         | ۸ مهر ۱۳۹۴     |
| شب سوم         |       |                |                |
| اتلتیکو مادرید | ۴–۰   | آستانه         | ۲۹ مهر ۱۳۹۴    |
| گالاتاسرای     | ۲–۱   | بنفیکا         | ۲۹ مهر ۱۳۹۴    |
| شب چهارم       |       |                |                |
| آستانه         | ۰–۰   | اتلتیکو مادرید | ۱۲ آبان ۱۳۹۴   |
| بنفیکا         | ۲–۱   | گالاتاسرای     | ۱۲ آبان ۱۳۹۴   |
| شب پنجم        |       |                |                |
| آستانه         | ۲–۲   | بنفیکا         | ۴ آذر ۱۳۹۴     |
| اتلتیکو مادرید | ۲–۰   | گالاتاسرای     | ۴ آذر ۱۳۹۴     |
| شب ششم         |       |                |                |
| گالاتاسرای     | ۱–۱   | آستانه         | ۱۷ آذر ۱۳۹۴    |
| بنفیکا         | ۱–۲   | اتلتیکو مادرید | ۱۷ آذر ۱۳۹۴    |

### گروه D
| تیم          | بازی | برد | مساوی | باخت | گل‌زده | گل‌خورده | تفاضل | امتیاز |
| ------------ | ---- | --- | ----- | ---- | ----- | ------- | ----- | ------ |
| منچستر سیتی  | ۶    | ۴   | ۰     | ۲    | ۱۰    | ۴       | ۶+    | ۱۲     |
| یوونتوس      | ۶    | ۳   | ۲     | ۱    | ۶     | ۳       | ۳+    | ۱۱     |
| سویا         | ۶    | ۲   | ۰     | ۴    | ۸     | ۱۱      | ۳-    | ۶      |
| مونشن‌گلادباخ | ۶    | ۱   | ۲     | ۳    | ۸     | ۱۲      | ۴-    | ۵      |

| میزبان       | نتیجه | میهمان       | تاریخ برگزاری  |
| شب نخست      |       |              |                |
| ------------ | ----- | ------------ | -------------- |
| منچستر سیتی  | ۱–۲   | یوونتوس      | ۲۴ شهریور ۱۳۹۴ |
| سویا         | ۳–۰   | مونشن‌گلادباخ | ۲۴ شهریور ۱۳۹۴ |
| شب دوم       |       |              |                |
| مونشن‌گلادباخ | ۱–۲   | منچستر سیتی  | ۸ مهر ۱۳۹۴     |
| یوونتوس      | ۲–۰   | سویا         | ۸ مهر ۱۳۹۴     |
| شب سوم       |       |              |                |
| یوونتوس      | ۰–۰   | مونشن‌گلادباخ | ۲۹ مهر ۱۳۹۴    |
| منچستر سیتی  | ۲–۱   | سویا         | ۲۹ مهر ۱۳۹۴    |
| شب چهارم     |       |              |                |
| مونشن‌گلادباخ | ۱–۱   | یوونتوس      | ۱۲ آبان ۱۳۹۴   |
| سویا         | ۱–۳   | منچستر سیتی  | ۱۲ آبان ۱۳۹۴   |
| شب پنجم      |       |              |                |
| یوونتوس      | ۱–۰   | منچستر سیتی  | ۴ آذر ۱۳۹۴     |
| مونشن‌گلادباخ | ۴–۲   | سویا         | ۴ آذر ۱۳۹۴     |
| شب ششم       |       |              |                |
| منچستر سیتی  | ۴–۲   | مونشن‌گلادباخ | ۱۷ آذر ۱۳۹۴    |
| سویا         | ۱–۰   | یوونتوس      | ۱۷ آذر ۱۳۹۴    |

### گروه E
| تیم          | بازی | برد | مساوی | باخت | گل‌زده | گل‌خورده | تفاضل | امتیاز |
| ------------ | ---- | --- | ----- | ---- | ----- | ------- | ----- | ------ |
| بارسلونا     | ۶    | ۴   | ۲     | ۰    | ۱۵    | ۴       | ۱۱+   | ۱۴     |
| رم           | ۶    | ۱   | ۳     | ۲    | ۱۱    | ۱۶      | ۵-    | ۶      |
| بایر لورکوزن | ۶    | ۱   | ۳     | ۲    | ۱۳    | ۱۲      | ۱+    | ۶      |
| باته بوریسف  | ۶    | ۱   | ۲     | ۳    | ۵     | ۱۲      | ۷-    | ۵      |

| میزبان       | نتیجه | میهمان       | تاریخ برگزاری  |
| شب نخست      |       |              |                |
| ------------ | ----- | ------------ | -------------- |
| بایر لورکوزن | ۴–۱   | باته بوریسف  | ۲۵ شهریور ۱۳۹۴ |
| رم           | ۱–۱   | بارسلونا     | ۲۵ شهریور ۱۳۹۴ |
| شب دوم       |       |              |                |
| بارسلونا     | ۲–۱   | بایر لورکوزن | ۷ مهر ۱۳۹۴     |
| باته بوریسف  | ۳–۲   | رم           | ۷ مهر ۱۳۹۴     |
| شب سوم       |       |              |                |
| باته بوریسف  | ۰–۲   | بارسلونا     | ۲۸ مهر ۱۳۹۴    |
| بایر لورکوزن | ۴–۴   | رم           | ۲۸ مهر ۱۳۹۴    |
| شب چهارم     |       |              |                |
| بارسلونا     | ۳–۰   | باته بوریسف  | ۱۳ آبان ۱۳۹۴   |
| رم           | ۳–۲   | بایر لورکوزن | ۱۳ آبان ۱۳۹۴   |
| شب پنجم      |       |              |                |
| باته بوریسف  | ۱–۱   | بایر لورکوزن | ۳ آذر ۱۳۹۴     |
| بارسلونا     | ۶–۱   | رم           | ۳ آذر ۱۳۹۴     |
| شب ششم       |       |              |                |
| بایر لورکوزن | ۱–۱   | بارسلونا     | ۱۸ آذر ۱۳۹۴    |
| رم           | ۰–۰   | باته بوریسف  | ۱۸ آذر ۱۳۹۴    |

### گروه F
| تیم          | بازی | برد | مساوی | باخت | گل‌زده | گل‌خورده | تفاضل | امتیاز |
| ------------ | ---- | --- | ----- | ---- | ----- | ------- | ----- | ------ |
| بایرن مونیخ  | ۶    | ۵   | ۰     | ۱    | ۱۹    | ۳       | ۱۶+   | ۱۵     |
| آرسنال       | ۶    | ۳   | ۰     | ۳    | ۱۲    | ۱۰      | ۲+    | ۹      |
| المپیاکوس    | ۶    | ۳   | ۰     | ۳    | ۶     | ۱۳      | ۷-    | ۹      |
| دینامو زاگرب | ۶    | ۱   | ۰     | ۴    | ۳     | ۱۲      | ۹-    | ۳      |

| میزبان       | نتیجه | میهمان       | تاریخ برگزاری  |
| شب نخست      |       |              |                |
| ------------ | ----- | ------------ | -------------- |
| دینامو زاگرب | ۲–۱   | آرسنال       | ۲۵ شهریور ۱۳۹۴ |
| المپیاکو     | ۰–۳   | بایرن مونیخ  | ۲۵ شهریور ۱۳۹۴ |
| شب دوم       |       |              |                |
| بایرن مونیخ  | ۵–۰   | دینامو زاگرب | ۷ مهر ۱۳۹۴     |
| آرسنال       | ۲–۳   | المپیاکو     | ۷ مهر ۱۳۹۴     |
| شب سوم       |       |              |                |
| آرسنال       | ۲–۰   | بایرن مونیخ  | ۲۸ مهر ۱۳۹۴    |
| دینامو زاگرب | ۰–۱   | المپیاکو     | ۲۸ مهر ۱۳۹۴    |
| شب چهارم     |       |              |                |
| بایرن مونیخ  | ۵–۱   | آرسنال       | ۱۳ آبان ۱۳۹۴   |
| المپیاکو     | ۲–۱   | دینامو زاگرب | ۱۳ آبان ۱۳۹۴   |
| شب پنجم      |       |              |                |
| آرسنال       | ۳–۰   | دینامو زاگرب | ۳ آذر ۱۳۹۴     |
| بایرن مونیخ  | ۴–۰   | المپیاکو     | ۳ آذر ۱۳۹۴     |
| شب ششم       |       |              |                |
| دینامو زاگرب | ۰–۲   | بایرن مونیخ  | ۱۸ آذر ۱۳۹۴    |
| المپیاکو     | ۰–۳   | آرسنال       | ۱۸ آذر ۱۳۹۴    |

### گروه G
| تیم          | بازی | برد | مساوی | باخت | گل‌زده | گل‌خورده | تفاضل | امتیاز |
| ------------ | ---- | --- | ----- | ---- | ----- | ------- | ----- | ------ |
| چلسی         | ۶    | ۴   | ۱     | ۱    | ۱۳    | ۳       | ۱۰+   | ۱۳     |
| دینامو کیف   | ۶    | ۳   | ۲     | ۱    | ۸     | ۴       | ۴+    | ۱۱     |
| پورتو        | ۶    | ۳   | ۱     | ۲    | ۹     | ۸       | ۱+    | ۱۰     |
| مکابی تل‌آویو | ۶    | ۰   | ۰     | ۶    | ۱     | ۱۶      | ۱۵-   | ۰      |

| میزبان       | نتیجه | میهمان       | تاریخ برگزاری  |
| شب نخست      |       |              |                |
| ------------ | ----- | ------------ | -------------- |
| دینامو کیف   | ۲–۲   | پورتو        | ۲۵ شهریور ۱۳۹۴ |
| چلسی         | ۴–۰   | مکابی تل‌آویو | ۲۵ شهریور ۱۳۹۴ |
| شب دوم       |       |              |                |
| مکابی تل‌آویو | ۰–۲   | دینامو کیف   | ۷ مهر ۱۳۹۴     |
| پورتو        | ۲–۱   | چلسی         | ۷ مهر ۱۳۹۴     |
| شب سوم       |       |              |                |
| پورتو        | ۲–۰   | مکابی تل‌آویو | ۲۸ مهر ۱۳۹۴    |
| دینامو کیف   | ۰–۰   | چلسی         | ۲۸ مهر ۱۳۹۴    |
| شب چهارم     |       |              |                |
| مکابی تل‌آویو | ۱–۳   | پورتو        | ۱۳ آبان ۱۳۹۴   |
| چلسی         | ۲–۱   | دینامو کیف   | ۱۳ آبان ۱۳۹۴   |
| شب پنجم      |       |              |                |
| پورتو        | ۰–۲   | دینامو کیف   | ۳ آذر ۱۳۹۴     |
| مکابی تل‌آویو | ۰–۴   | چلسی         | ۳ آذر ۱۳۹۴     |
| شب ششم       |       |              |                |
| دینامو کیف   | ۱–۰   | مکابی تل‌آویو | ۱۸ آذر ۱۳۹۴    |
| چلسی         | ۲–۰   | پورتو        | ۱۸ آذر ۱۳۹۴    |

### گروه H
| تیم     | بازی | برد | مساوی | باخت | گل‌زده | گل‌خورده | تفاضل | امتیاز |
| ------- | ---- | --- | ----- | ---- | ----- | ------- | ----- | ------ |
| زنیت    | ۶    | ۵   | ۰     | ۱    | ۱۳    | ۶       | ۷+    | ۱۵     |
| خنت     | ۶    | ۳   | ۱     | ۲    | ۸     | ۷       | ۱+    | ۱۰     |
| والنسیا | ۶    | ۲   | ۰     | ۴    | ۵     | ۹       | ۴-    | ۶      |
| لیون    | ۶    | ۱   | ۱     | ۴    | ۵     | ۹       | ۴-    | ۴      |

| میزبان           | نتیجه | میهمان           | تاریخ برگزاری  |
| شب نخست          |       |                  |                |
| ---------------- | ----- | ---------------- | -------------- |
| والنسیا          | ۲–۳   | زنیت سن پترزبورگ | ۲۵ شهریور ۱۳۹۴ |
| خنت              | ۱–۱   | لیون             | ۲۵ شهریور ۱۳۹۴ |
| شب دوم           |       |                  |                |
| لیون             | ۰–۱   | والنسیا          | ۷ مهر ۱۳۹۴     |
| زنیت سن پترزبورگ | ۲–۱   | خنت              | ۷ مهر ۱۳۹۴     |
| شب سوم           |       |                  |                |
| زنیت سن پترزبورگ | ۳–۱   | لیون             | ۲۸ مهر ۱۳۹۴    |
| والنسیا          | ۲–۱   | خنت              | ۲۸ مهر ۱۳۹۴    |
| شب چهارم         |       |                  |                |
| لیون             | ۰–۲   | زنیت سن پترزبورگ | ۱۳ آبان ۱۳۹۴   |
| خنت              | ۱–۰   | والنسیا          | ۱۳ آبان ۱۳۹۴   |
| شب پنجم          |       |                  |                |
| زنیت سن پترزبورگ | ۲–۰   | والنسیا          | ۳ آذر ۱۳۹۴     |
| لیون             | ۱–۲   | خنت              | ۳ آذر ۱۳۹۴     |
| شب ششم           |       |                  |                |
| والنسیا          | ۰–۲   | لیون             | ۱۸ آذر ۱۳۹۴    |
| خنت              | ۲–۱   | زنیت سن پترزبورگ | ۱۸ آذر ۱۳۹۴    |

## قهرمان
| قهرمان لیگ قهرمانان اروپا ۲۰۱۶-۲۰۱۵ |
| ----------------------------------- |
| رئال مادرید                         |
| یازدهمین قهرمانی                    |

در این مرحله هر تیم راه یافته (به جز بازی فینال) دو بازی رفت و برگشت انجام خواهد داد که در صورت برنده شدن در مجموع بازی‌ها به دور بعد راه می‌یابد. در صورت تساوی در مجموع بازی‌های رفت و برگشت دو تیم، گل زدهٔ بیشتر در خانهٔ حریف مشخص می‌کند کدام تیم به مرحلهٔ بعد راه می‌یابد و در صورت تساوی گل‌های زده در خانهٔ حریف، کار به ۲ وقت اضافهٔ ۱۵ دقیقه‌ای (در مجموع ۳۰ دقیقه) می‌کشد، و در پایان این وقت اضافه در صورت عدم تغییر نتیجه، ضربات پنالتی تیم برنده را مشخص می‌کند.

### مرحلهٔ یک هشتم نهایی
تیم‌های اول و دوم گروه‌های هشت‌گانه به این مرحله صعود کردند، و بر اساس قرعه کشی روز ۲۳ آذر ۱۳۹۴، تیم‌های صدرنشین گروه‌ها باید به مصاف تیم‌های دوم گروها می‌رفتند.
تیم‌های نخست هر گروه در یک سید و تیم‌های دوم هر گروه در سیدی دیگر قرار گرفتند اما بر طبق قوانین قرعه کشی این مرحله؛ تیم‌هایی که از گروهی همسان به این مرحله صعود کرده بودند یا تیم‌های عضو فدراسیون فوتبال یک کشور، نمی‌توانستند در مقابل هم قرار بگیرند. دور رفت بازی‌ها در ۲۷، ۲۸ بهمن و ۴ و ۵ اسفند ۱۳۹۴ و دور برگشت بازی‌ها در ۱۸، ۱۹ و ۲۵، ۲۶ اسفند ۱۳۹۴ برگزار شدند. تیم‌های شماره یک در دور رفت میزبان و در دور برگشت میهمان بودند.
| تیم ۱        | نتیجه نهایی | تیم ۲          | بازی رفت | بازی برگشت |
| ------------ | ----------- | -------------- | -------- | ---------- |
| خنت          | ۲–۴         | وولفسبورگ      | ۲–۳      | ۰–۱        |
| رم           | ۰–۴         | رئال مادرید    | ۰–۲      | ۰–۲        |
| پاری سن ژرمن | ۴–۲         | چلسی           | ۲–۱      | ۲–۱        |
| آرسنال       | ۱–۵         | بارسلونا       | ۰–۲      | ۱–۳        |
| یوونتوس      | ۴–۶(و.ا.)   | بایرن مونیخ    | ۲–۲      | ۲–۴        |
| پی‌اس‌وی       | ۰–۰(ض.پ.)   | اتلتیکو مادرید | ۰–۰      | ۰(۷)–(۸)۰  |
| بنفیکا       | ۳–۱         | زنیت           | ۱–۰      | ۲–۱        |
| دینامو کیف   | ۱–۳         | منچستر سیتی    | ۱–۳      | ۰–۰        |

ض. پ:ضربات پنالتی؛ و. ا: در وقت اضافه

### مرحلهٔ یک چهارم نهایی
هشت تیم راه یافته از دور قبل در این مرحله دو به دو بازی رفت و برگشت در مقابل هم انجام می‌دهند. در این مرحله (و مراحل بعد) تیم‌ها برای رویارویی با هم دیگر هیچ محدودیتی ندارند و ممکن است تیم‌های هم گروه یا عضو فدراسیون یک کشور با هم روبه رو شوند. قرعه کشی این مرحله در ۲۸ اسفند ۱۳۹۴ انجام شد و دور رفت بازی‌ها در ۱۷ و ۱۸ فروردین ۱۳۹۵ و دور برگشت در ۲۴ و ۲۵ فروردین ۱۳۹۵ برگزار شدند. تیم‌های شماره یک در دور رفت میزبان و در دور برگشت میهمان بودند.
| تیم ۱        | نتیجه نهایی | تیم ۲          | بازی رفت | بازی برگشت |
| ------------ | ----------- | -------------- | -------- | ---------- |
| وولفسبورگ    | ۲–۳         | رئال مادرید    | ۲–۰      | ۰–۳        |
| بایرن مونیخ  | ۳–۲         | بنفیکا         | ۱–۰      | ۲–۲        |
| بارسلونا     | ۲–۳         | اتلتیکو مادرید | ۲–۱      | ۰–۲        |
| پاری سن ژرمن | ۲–۳         | منچستر سیتی    | ۲–۲      | ۰–۱        |

### مرحلهٔ نیمه نهایی
۴ تیم راه یافته از مرحلهٔ قبل در این مرحله در قالب دو بازی رفت و برگشت با هم رقابت می‌کنند. قرعه کشی این مرحله در ۲۷ فروردین ۱۳۹۵ برگزار شد؛ همچنین با یک قرعه کشی هم‌زمان مشخص شد برندهٔ کدام بازی به عنوان میزبان بازی نهایی این رقابت‌ها شناخته شود. دور رفت بازی‌ها ۷ و ۸ اردیبهشت ۱۳۹۵ و دور برگشت ۱۴ و ۱۵ اردیبهشت ۱۳۹۵ برگزار شد. تیم‌های شماره یک در دور رفت میزبان و در دور برگشت میهمان بودند.
| تیم ۱          | نتیجه نهایی | تیم ۲       | بازی رفت | بازی برگشت |
| -------------- | ----------- | ----------- | -------- | ---------- |
| منچستر سیتی    | ۰–۱         | رئال مادرید | ۰–۰      | ۰–۱        |
| اتلتیکو مادرید | ۲–۲(گ.ز. ح) | بایرن مونیخ | ۱–۰      | ۱–۲        |

گ.ز. ح: قانون گل زده بیشتر در خانهٔ حریف

### مرحلهٔ نهایی

#### خلاصهٔ بازی
دو تیم باقی‌مانده در این رقابت‌ها، رئال مادرید و اتلتیکو مادرید، در قالب بازی نهایی لیگ قهرمانان اروپا، ۸ خرداد ۱۳۹۵ در ورزشگاه سن سیرو در شهر میلان، ایتالیا در مقابل همدیگر قرار گرفتند. رئال مادرید میزبان و اتلتیکو مادرید میهمان این بازی بودند که در نهایت در پایان وقت معمول دو تیم به تساوی یک بر یک دست یافتند و در دو وقت اضافهٔ پانزده دقیقه‌ای هم تغییری در نتیجهٔ بازی به وجود نیامد و کار به ضربات پنالتی کشید. در ضربات پنالتی رئال مادرید چهار و اتلتیکو مادرید سه ضربهٔ پنالتی نخست خود را به گل تبدیل کردند ولی خوان فران ضربهٔ پنالتی چهارم تیمش را به تیرک دروازه کوبید و پس از او رونالدو پنالتی پنجم تیمش را به گل تبدیل کرد تا رئال مادرید موفق شود با نتیجهٔ پنج بر سه اتلتیکو مادرید را در ضربات پنالتی شکست دهد و برای یازدهمین بار به عنوان قهرمانی در لیگ قهرمانان اروپا دست یابد.

#### وقایع بازی
| ۸ خرداد ۱۳۹۵(۲۸ مه ۲۰۱۶) ۲۰:۴۵ (به وقت اروپای‌مرکزی)، ۲۳:۱۵ (به وقت ایران) | رئال مادرید | ۱–۱ (و.ا.) | اتلتیکو مادرید | سن سیرو، میلان تماشاگران: ۷۱٫۹۴۲ داور: مارک کلاتنبورگ |
| ۸ خرداد ۱۳۹۵(۲۸ مه ۲۰۱۶) ۲۰:۴۵ (به وقت اروپای‌مرکزی)، ۲۳:۱۵ (به وقت ایران) | راموس ۱۵'   |            | ۷۹' کاراسکو    | سن سیرو، میلان تماشاگران: ۷۱٫۹۴۲ داور: مارک کلاتنبورگ |
| ۸ خرداد ۱۳۹۵(۲۸ مه ۲۰۱۶) ۲۰:۴۵ (به وقت اروپای‌مرکزی)، ۲۳:۱۵ (به وقت ایران) |             |            |                | سن سیرو، میلان تماشاگران: ۷۱٫۹۴۲ داور: مارک کلاتنبورگ |

|                                          |     | پنالتی‌ها                          |  |
| وازکوئز · مارسلو · بیل · راموس · رونالدو | ۳–۵ | گریزمن · گابی · سائول · خوان فران |  |

| قهرمان لیگ قهرمانان اروپا ١۶-٢٠١۵ |
| --------------------------------- |
| رئال مادرید                       |
| یازدهمین قهرمانی                  |

## گلزنان برتر
توجه: آمار گلزنان مسابقات مقدماتی و پلی‌آف حذف شده‌است.
| رتبه | بازیکن             | تیم            | شمار گل | مدت زمان بازی |
| ---- | ------------------ | -------------- | ------- | ------------- |
| ۱    | کریستیانو رونالدو  | رئال مادرید    | ۱۶      | ۱۱۰۹          |
| ۲    | رابرت لواندوفسکی   | بایرن مونیخ    | ۹       | ۹۴۲           |
| ۳    | لوییز سوارز        | بارسلونا       | ۸       | ۸۱۰           |
| ۳    | توماس مولر         | بایرن مونیخ    | ۸       | ۹۲۶           |
| ۵    | آنتوان گریزمن      | اتلتیکو مادرید | ۷       | ۱۱۳۵          |
| ۶    | لیونل مسی          | بارسلونا       | ۶       | ۶۳۰           |
| ۶    | آرتیوم چیوبا       | زنیت           | ۶       | ۶۳۳           |
| ۸    | اولیویر ژیرو       | آرسنال         | ۵       | ۳۸۴           |
| ۸    | خاویر هرناندز      | بایر لورکوزن   | ۵       | ۴۸۷           |
| ۸    | ویلیان             | چلسی           | ۵       | ۶۴۲           |
| ۸    | زلاتان ابراهیموویچ | پاری سن ژرمن   | ۵       | ۸۸۰           |

## پاس گل دهندگان برتر
توجه: آمار پاس گل دهندگان مسابقات مقدماتی و پلی‌آف حذف شده‌است.
| رتبه | بازیکن             | تیم          | شمار پاس گل | مدت زمان بازی |
| ---- | ------------------ | ------------ | ----------- | ------------- |
| ۱    | کینگزلی کومان      | بایرن مونیخ  | ۵           | ۴۲۶           |
| ۱    | الکسیس سانچز       | آرسنال       | ۵           | ۶۲۲           |
| ۱    | نیمار              | بارسلونا     | ۵           | ۸۱۰           |
| ۴    | ویلفرید بونی       | منچستر سیتی  | ۴           | ۲۷۹           |
| ۴    | هالک               | زنیت         | ۴           | ۶۳۰           |
| ۴    | زلاتان ابراهیموویچ | پاری سن ژرمن | ۴           | ۸۸۰           |
| ۴    | کریستیانو رونالدو  | رئال مادرید  | ۴           | ۱۱۰۹          |
| ۸    | اولگ شاتوف         | زنیت         | ۳           | ۴۸۶           |
| ۸    | هاکان چالخان‌اوغلو  | بایر لورکوزن | ۳           | ۵۰۴           |
| ۸    | رائول خیمنز        | بنفیکا       | ۳           | ۵۴۴           |
| ۸    | نیکولاس گایتان     | بنفیکا       | ۳           | ۷۰۱           |
| ۸    | تیاگو آلکانتارا    | بایرن مونیخ  | ۳           | ۷۱۹           |
| ۸    | آنخل دی‌ماریا       | پاری سن ژرمن | ۳           | ۷۶۷           |
| ۸    | لوییس سوارز        | بارسلونا     | ۳           | ۸۱۰           |
| ۸    | توماس مولر         | بایرن مونیخ  | ۳           | ۹۲۶           |
| ۸    | داگلاس کاستا       | بایرن مونیخ  | ۳           | ۹۲۷           |
| ۸    | فرناندینیو         | منچستر سیتی  | ۳           | ۱۰۵۰          |

## تیم منتخب فصل
گروه تحقیقات تخصصی یوفا در پایان این رقابت‌ها ۱۸ بازیکن حاضر در این دوره از این رقابت‌ها را به عنوان تیم منتخب این فصل از لیگ قهرمانان اروپا معرفی کرده‌است که فهرست آن به شرح زیر است:
دروازه بانان:  یان اوبلاک (اتلتیکو مادرید)،  مانوئل نویر (بایرن مونیخ)
مدافعان:  دیه‌گو گودین (اتلتیکو مادرید)،  خوان فران (اتلتیکو مادرید)،  تیاگو سیلوا (پاری سن ژرمن)،  سرخیو راموس (رئال مادرید)، مارسلو(رئال مادرید)
هافبک‌ها:  گابی (اتلتیکو مادرید)،  کوکه (اتلتیکو مادرید)،  آندرس اینیستا (بارسلونا)، تونی کروس(رئال مادرید)، لوکا مودریچ(رئال مادرید)
مهاجمان: آنتوان گریزمن(اتلتیکو مادرید)، لوییس سوارز(بارسلونا)، لیونل مسی(بارسلونا)، روبرت لواندوفسکی(بایرن مونیخ)، کریستیانو رونالدو(رئال مادرید)، گرت بیل(رئال مادرید)
همچنین فهرست زیر تعداد بازیکنان از هر باشگاه را در تیم منتخب فصل نشان می‌دهد.
1. رئال مادرید: ۶
2. اتلتیکو مادرید: ۶
3. بارسلونا: ۳
4. بایرن مونیخ: ۲
5. پاری سن ژرمن: ۱

## قهرمان
| قهرمان لیگ قهرمانان اروپا ۲۰۱۶-۲۰۱۵ |
| ----------------------------------- |
| رئال مادرید                         |
| یازدهمین قهرمانی                    |

1. ↑  منبع برای میزبان بازی نهایی. «میلان، میزبان فینال لیگ قهرمانان اروپا ۲۰۱۶ (به انگلیسی)». یوفا. دریافت‌شده در ۱۸ سپتامبر ۲۰۱۴.
2. ↑  منبع برای بازی نهایی. «شکست دوبارهٔ اتلتیکو مادرید در برابر رئال مادرید در فینال (به انگلیسی)». یوفا. دریافت‌شده در ۲۸ می ۲۰۱۶.
3. ↑  منبع برای رده‌بندی فدراسیون ها. «رده‌بندی فدراسیون‌ها (به انگلیسی)». یوفا. دریافت‌شده در ۲۶ می ۲۰۱۴.
4. ↑  منبع برای گلزنان برتر. «گلزنان برتر لیگ قهرمانان اروپا ۱۶–۲۰۱۵ (به انگلیسی)». یوفا. دریافت‌شده در ۲۹ می ۲۰۱۶.
5. ↑  منبع برای پاس گل دهندگان برتر. «پاس گل دهندگان برتر لیگ قهرمانان اروپا ۱۶–۲۰۱۵ (به انگلیسی)». یوفا. دریافت‌شده در ۲۹ می ۲۰۱۶.
6. ↑  منبع برای تیم منتخب فصل. «تیم منتخب فصل لیگ قهرمانان اروپا ۱۶–۲۰۱۵ (به انگلیسی)». یوفا. دریافت‌شده در ۳۰ می ۲۰۱۶.